# Étienne Thevenot
Cet article possède un paronyme, voir Thévenot.
Étienne Hormisdas Thevenot, né le 9 août 1797 à Clermont-Ferrand et mort le 12 octobre 1862 dans la même ville, est un maître-verrier et inspecteur des monuments historiques français.

## Biographie
Étienne Hormisdas Thevenot naît à Montferrand en 1797 d'un père général d'origine franc-comtoise ; son grand-père maternel est l'architecte Ligier Ricard ; il est le cousin d'Auguste Ricard de Montferrand. Étienne Thevenot est attiré par le dessin mais, après avoir passé son bac en 1813, il devient garde du corps du roi en 1816, et est promu chef d'escadron en 1830. Il démissionne de l'armée après la Révolution de juillet et rentre à Montferrand où il se marie en 1831 avec Marie Octavie Rudel du Miral, d'une famille de notables du Puy-de-Dôme. Il ouvre en 1837 un atelier de peintre-verrier et s'engage avec Émile Thibaud dans la restauration des vitraux du XIIIe siècle de la cathédrale et rédige un essai sur la peinture sur verre.
Entré dès 1836 en relation avec Prosper Mérimée auquel il envoie ses publications, il est nommé par celui-ci correspondant des monuments historiques pour le Puy-de-Dôme et inspecteur en 1848. Il s'occupe de la restauration de la Sainte-Chapelle de Riom, à la sauvegarde de laquelle il participe en 1856. Il a également participé à la décoration de la basilique Saint-Amable de Riom lors de sa restauration.
Il est inhumé au cimetière des Carmes de Clermont-Ferrand (allée 13).

## Galerie

Œuvres d'Étienne Thevenot
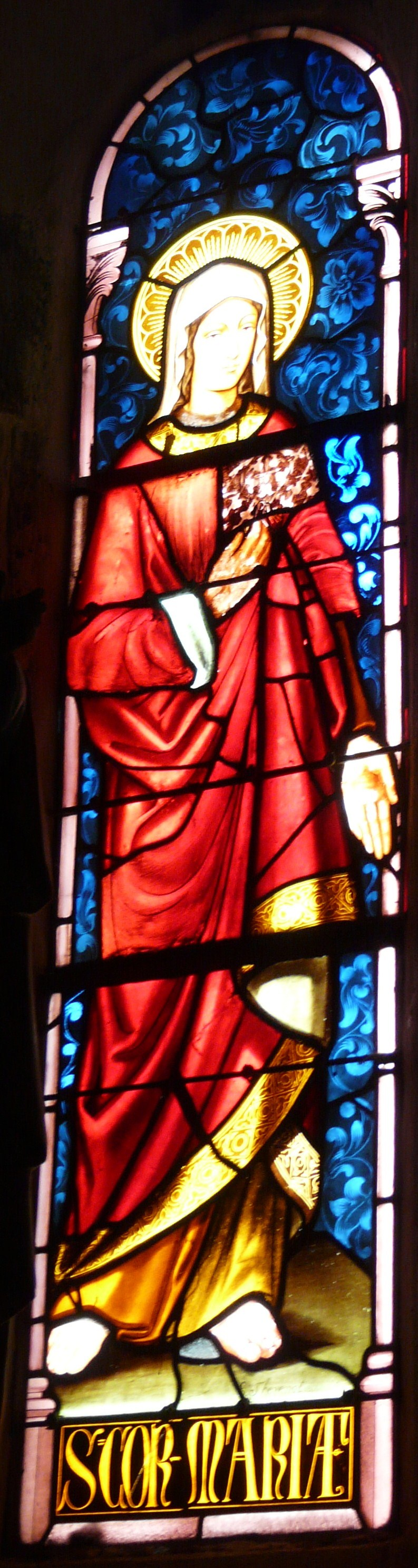
Le Cœur immaculé de Marie (1846), église Saint-Sidoine d'Aydat.
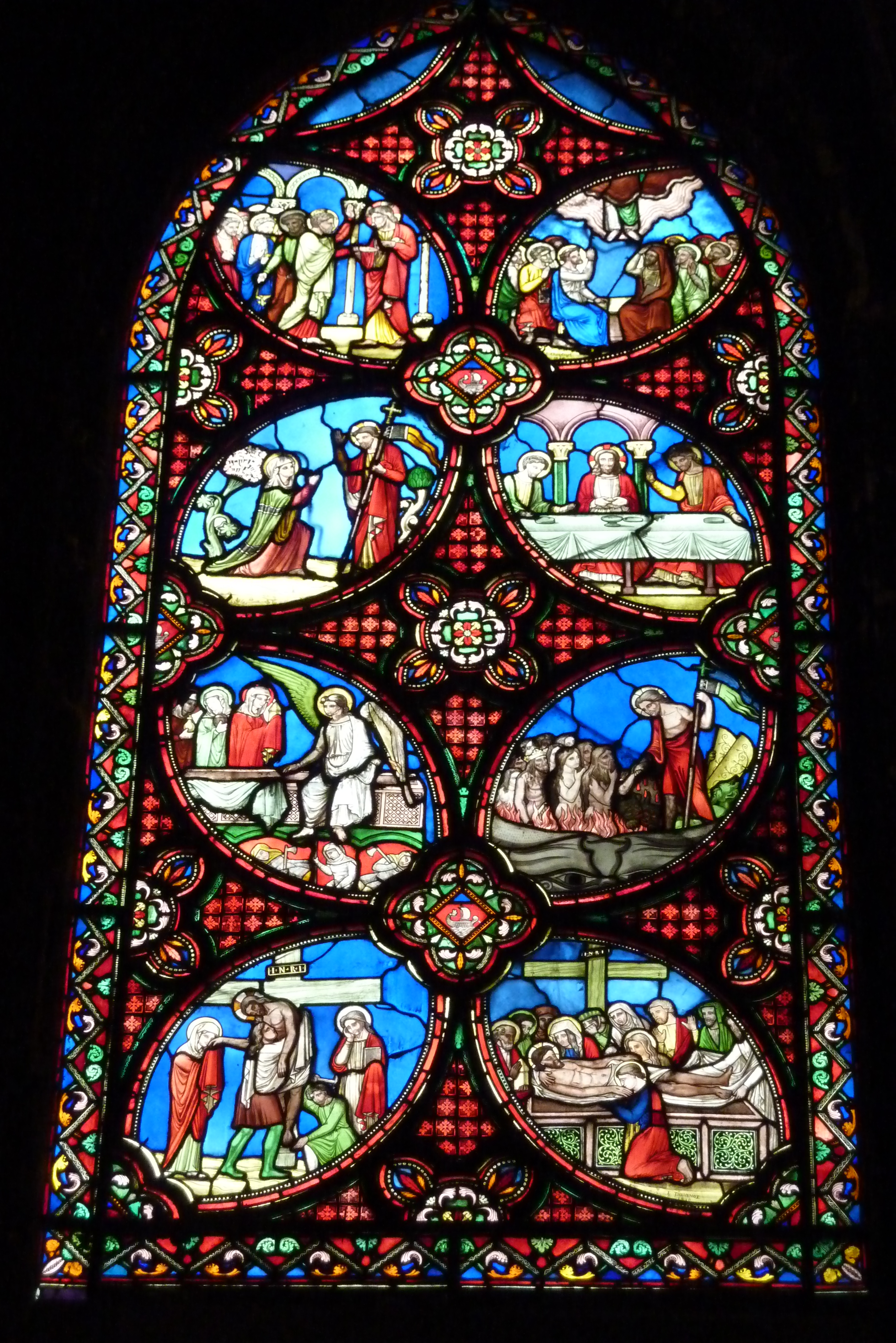
Scènes de la vie du Christ, église Saint-Germain-l'Auxerrois, Paris.
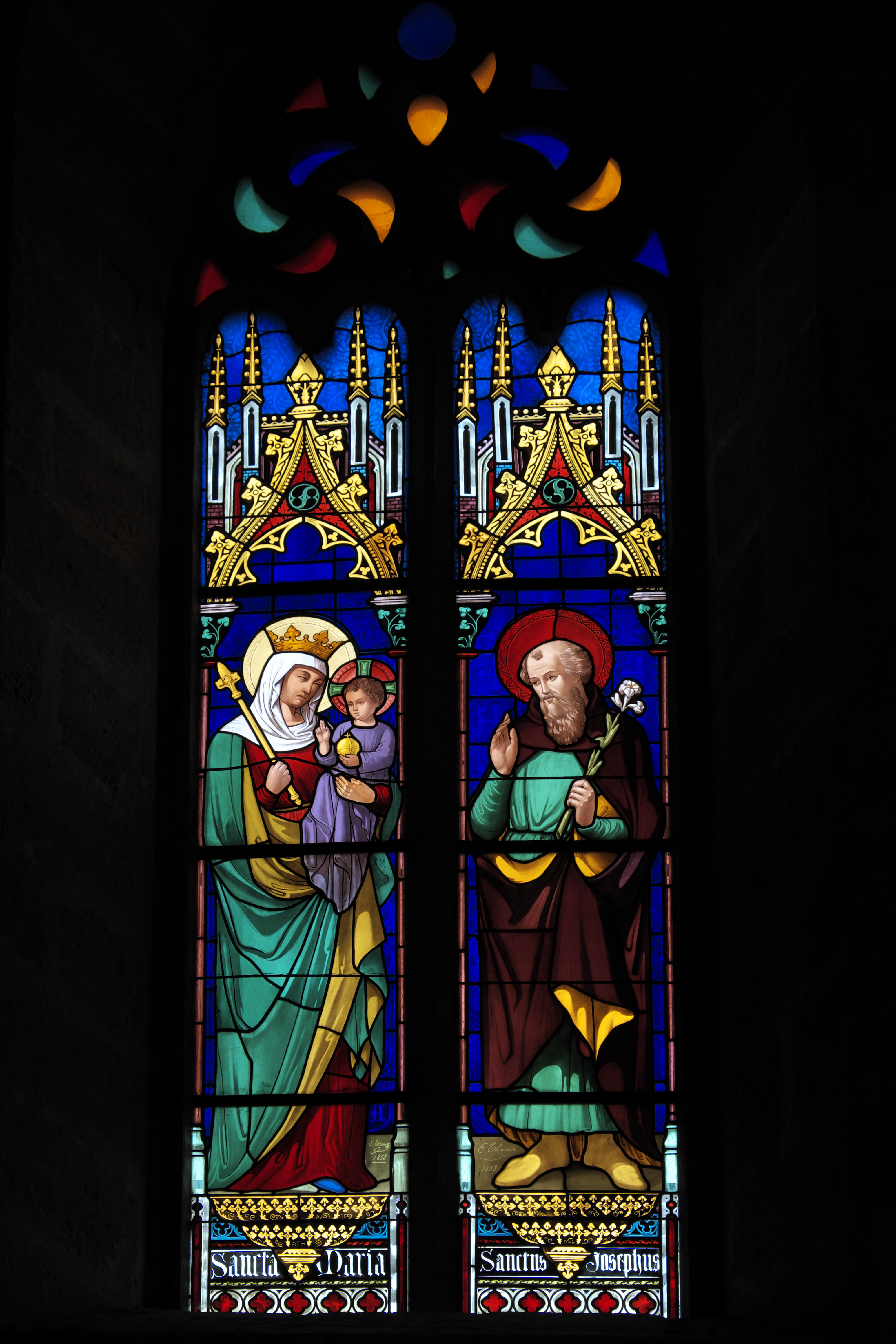
La Vierge et l'Enfant Jésus, et Saint Joseph (1858), église Saint-Pierre de Pujols.
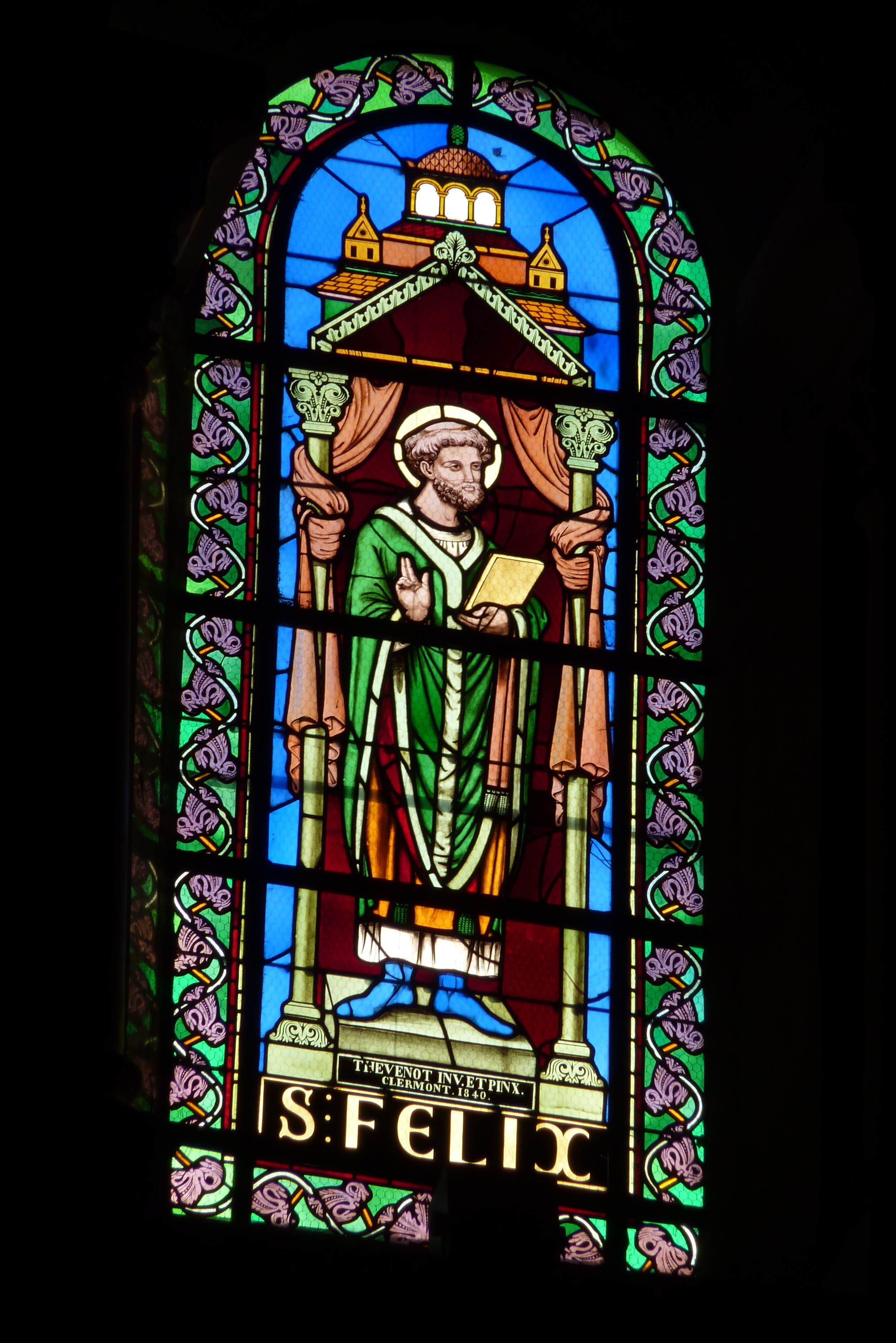
Saint Félix (1840), cathédrale Saint-Apollinaire de Valence.
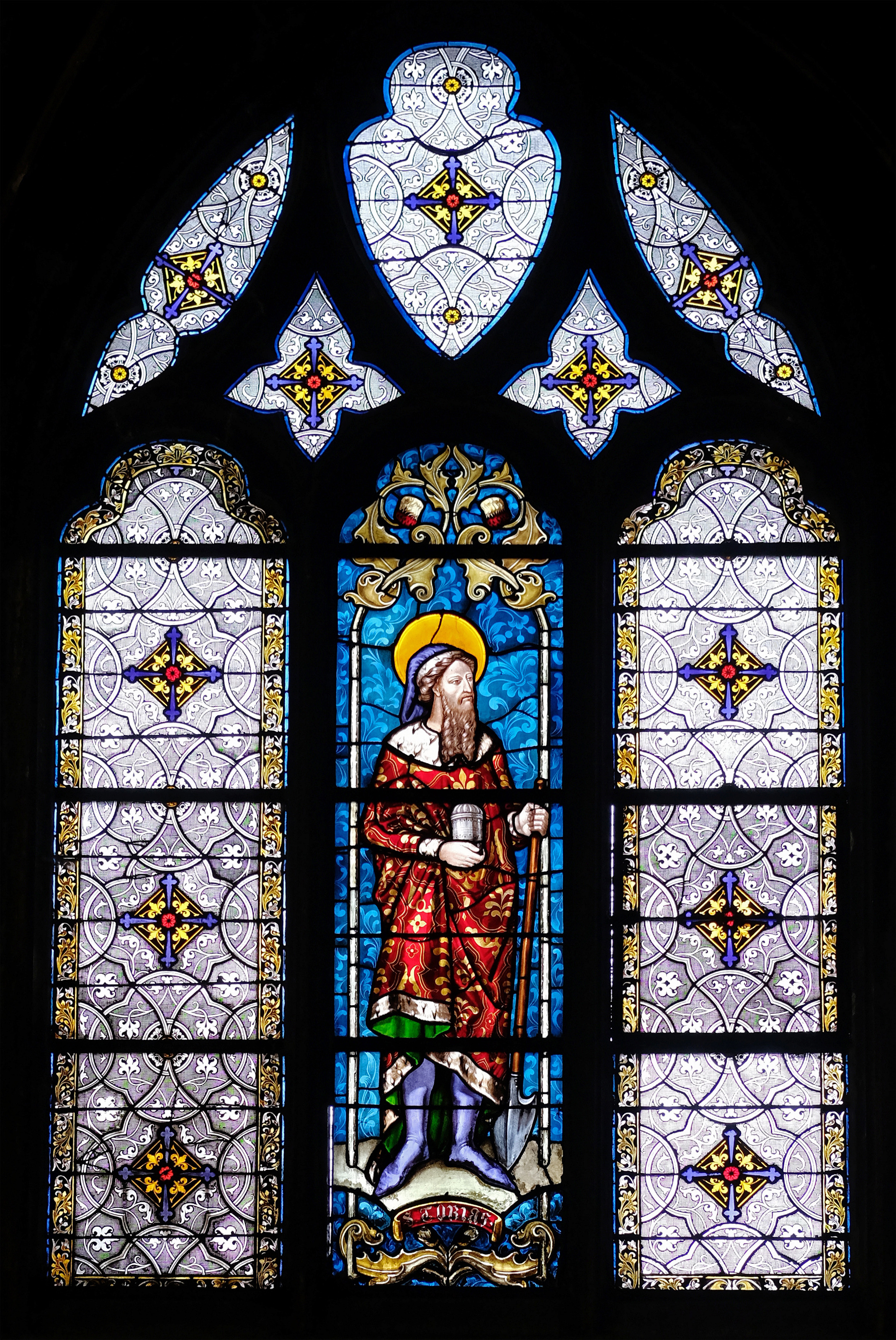
Saint Tobie (1849), église Saint-Germain-l'Auxerrois de Paris.